# 요델리스
막심 로돌프 누시(Maxime Rodolphe Nouchy, 1979년 2월 23일 ~ )는 막심 누시(Maxim Nucci) 또는 요델리스(Yodelice)라는 이름으로 잘 알려진 프랑스의 싱어송라이터이자 배우이다.